# Magdeburger Straßen/V
Nachfolgend werden Bedeutungen und Umstände der Namengebung von Magdeburger Straßen und ihre Geschichte aufgezeigt. Aktuell gültige Straßenbezeichnungen sind in Fettschrift angegeben, nach Umbenennung oder Überbauung nicht mehr gültige Bezeichnungen in Kursivschrift. Soweit möglich werden auch bestehende oder ehemalige Institutionen, Denkmäler, besondere Bauten oder bekannte Bewohnerinnen und Bewohner aufgeführt.
Die Liste erhebt zunächst noch keinen Anspruch auf Vollständigkeit.
Vahldorfer Straße; Stadtteil Rothensee; PLZ 39126
Diese Straße wurde 1938 nach dem nördlich von Magdeburg gelegenen Dorf Vahldorf benannt.
Varziner Straße; Stadtteil Fermersleben; PLZ 39122
Heute: Rousseaustraße
Diese Straße war nach dem in Pommern gelegenen, heute zu Polen gehörenden Dorf Varzin benannt. Varzin war ein Landsitz der Familie von Bismarck.
Vehlitzer Straße; Stadtteil Cracau; PLZ 39114
Diese Straße wurde 1938 nach dem nordöstlich von Gommern gelegenen Dorf Vehlitz benannt.
Veilchengrund; Stadtteil Neu Olvenstedt; PLZ 39130
Die Straße wurde nach der Pflanzengattung Veilchen benannt.
Veilchenweg; Stadtteil Beyendorf-Sohlen; PLZ 39122
Die Straße wurde nach der Pflanzengattung Veilchen benannt.
Venedische Straße; Stadtteil Altstadt; PLZ 39104
Vormals:
Fornerische Straße
Vornesische Straße (um 1460)
Vornerische Straße (um 1500), auch bereits Venedische Straße
Apenburger Straße (1552, letzte Erwähnung 1803)
Offenbare Straße (1663)
Kleine Lauenburger Straße
Pannemannstraße
Kleine Venedische Straße
Der Name dieser heute nicht mehr bestehenden Straße geht auf einen Herrn Forner zurück, der 1305 ein Haus am Breiten Weg Nr. 83 mit dem Namen Zur kleinen Lauenburg besaß. So ergab sich der Name Fornerische Straße, was sich im Laufe der Zeit zur Venedischen Straße wandelte. Zeitweise waren auch noch andere Straßennamen für diesen Straßenzug im Gebrauch. Ursprünglich hieß dann vor allem die östliche Verlängerung der Straße Venedische Straße. Dieser östliche Teil trug dann nach 1700 den Namen Rotekrebsstraße. Der kleinere enge westliche Teil war eigentlich namenlos, wurde jedoch überwiegend der östlichen Venedischen Straße zugerechnet. 1683 heißt es in einer Akte: Häuslein in der engen Gasse, welche vom Breiten Weg nach der Venedischen Straße geht. Ab 1700 wurde zwischen der östlichen Großen Venedischen Straße (spätere Rotekrebsstraße) und der Kleinen Venedischen Straße unterschieden. Nachdem der Ostteil ab 1730 praktisch generell Rotekrebsstraße hieß, blieb der Name Venedische Straße für den Westteil.
Die Straße verlief vom Breiten Weg nach Osten zur Grünearmstraße. Heute würde sie sich etwas nördlich vom Haus der Lehrer befinden und vom Breiten Weg zur Weitlingstraße führen. Nach den schweren Zerstörungen im Zweiten Weltkrieg erfolgte jedoch in der Zeit der DDR ein Wiederaufbau der Stadt, der sich nicht an die gewachsene Stadtstruktur hielt. So verschwand auch die Venedische Straße. Der westlichste Teil, die Einmündung zum Breiten Weg, wurde mit einem Plattenbau überbaut.
Venusweg; Stadtteil Reform; PLZ 39118
Die Straße trägt den Namen des Planeten Venus. Viele Straßen der näheren Umgebung wurden mit Begriffen aus der Astronomie benannt.
Verlorener Grundstein; Stadtteil Reform; PLZ 39118
 ?
Victor-Jara-Straße; Stadtteil Neustädter See; PLZ 39126
Benannt nach dem chilenischen Musiker Víctor Jara.
Viktor-Pazajew-Straße; Stadtteil Reform; PLZ 39118
Heute: Widderstraße
Diese Straße war nach dem sowjetischen Kosmonauten Wiktor Iwanowitsch Pazajew (1933–1971) benannt. Wie mehrere Straßen der näheren Umgebung hatte diese Straße in der Zeit der DDR einen Namen aus dem Bereich der sowjetischen Raumfahrt erhalten.
Viktor-von-Unruh-Straße; Stadtteil Stadtfeld Ost; PLZ 39108
Benannt nach dem Politiker und Regierungsrat Hans Victor von Unruh.
Viktoriaplatz; Stadtteil Altstadt; PLZ 39104
Heute: Ratswaageplatz
Vormals:
- gehörte zur Apfelstraße oder Schwerdtfegerstraße (17. Jahrhundert).
- Hinter dem Heimwege
- Beim Brauerhof
- Hinter der Wage (1817 bis 1837)
- Hinter der Ratswage (1838 bis 1859) (aber auch Heumarkt)
- Ratswageplatz (1862 bis 1864)

Später:
- Ratswageplatz (1881 bis 1927)

Von 1865 bis zumindest 1880 gebräuchlicher Name des heutigen Ratswaageplatzes. Andere Quellen nennen den Namen auch noch im Jahr 1900. Möglicherweise zu Ehren der Kronprinzessin und späteren deutschen Kaiserin Victoria (1840–1901) benannt. Als Schreibweise war sowohl Victoria als auch Viktoria in Nutzung.
Viktoriastraße; Stadtteil Altstadt; PLZ 39104
Heute: Am Alten Theater
Die Straße war zu Ehren der Kronprinzessin und späteren deutschen Kaiserin Victoria (1840–1901) nach dieser benannt worden.
Virchowstraße; Stadtteil Altstadt; PLZ 39104
Vormals: Landwehrstraße
Heute: Zschokkestraße (ehemaliges Teilstück der Virchowstraße)
Die Benennung der Straße erinnert an den Arzt und Politiker Rudolf Virchow (1821–1902).
Institutionen, Bauwerke, Denkmäler:
- Elbeschwimmhalle, Schwimmhalle, erbaut von 1959 bis 1962.

Vogelbreite; Stadtteil Stadtfeld West; PLZ 39110
Diese Straße wurde nach der Klasse der Landwirbeltiere Vögel benannt.
Vogelgreifstraße; Stadtteil Altstadt; PLZ 39104
Vormals:
- Kleine Peterstraße (als deren östliches Teilstück) (1552 und 1632)
- Iffloffstraße (zwischen 1631 und 1730)
- Schwarze Greifgasse (ab 1730)

Der Name der heute nicht mehr bestehenden Straße rührte vom Haus Zum schwarzen Greif her. Dieses Gebäude mit der Nummer 5 befand sich an der Nordostecke der Straße.
Die Straße verlief von der Jakobstraße nach Osten bis zu Neustädter Straße, auf die sie etwas nördlich der Kirche St. Petri traf. Nach den schweren Zerstörungen im Zweiten Weltkrieg erfolgte jedoch in der Zeit der DDR ein Wiederaufbau der Stadt, der sich nicht an die gewachsene Stadtstruktur hielt. So verschwand auch die Vogelgreifstraße. Der östlichste Teil, die Einmündung zur Neustädter Straße, wurde mit einem Wohngebäude überbaut.
Völpker Straße; Stadtteil Stadtfeld West; PLZ 39110
Benannt nach dem südöstlich von Helmstedt in Sachsen-Anhalt gelegenen Ort Völpke.
Vom-Rath-Straße; Stadtteil Altstadt; PLZ 39104
Vormals: Jakobstraße
Heute: Jakobstraße
In der Zeit des Nationalsozialismus wurde die bekannte und historische Jakobstraße der Magdeburger Altstadt nach Ernst Eduard vom Rath benannt. Auf den deutschen Diplomaten Rath war am 7. November 1938 in Paris von Herschel Grynszpan ein Attentat verübt worden. Den dort erlittenen Verletzungen erlag vom Rath zwei Tage später. Das Attentat diente als Vorwand für die sogenannte Reichspogromnacht am 9. November 1938, in deren Zuge auch die Alte Synagoge Magdeburgs zerstört wurde. Im Zuge der Verklärung vom Raths zum Märtyrer wurde auch die  Jakobstraße umbenannt. Nach dem Ende der nationalsozialistischen Gewaltherrschaft erhielt die Straße ihren früheren Namen zurück.
Von-der-Goltz-Straße; Stadtteil Cracau; PLZ 39114
Heute: Im Brückfeld
 ?
Von-Richthofen-Platz; Stadtteil Sudenburg; PLZ 39116
Heute: Karl-Liebknecht-Platz
Dieser ursprünglich zu Ottersleben gehörende Platz war nach dem deutschen Kampfpiloten im Ersten Weltkrieg Manfred von Richthofen benannt.
Von-Richthofen-Straße; Stadtteil Sudenburg; PLZ 39116
Später: Gontermannstraße
Heute:?
Diese ursprünglich zu Ottersleben gehörende Straße war nach dem deutschen Kampfpiloten im Ersten Weltkrieg Manfred von Richthofen benannt.